# Wilhelm Hallwachs
Wilhelm Ludwig Franz Hallwachs (Darmstadt'''Texto a negrito''', 9 de julho de 1859 — Dresden, 20 de junho de 1922) foi um físico alemão.

## Biografia
Estudou física nas Universidades de Berlim e Estrasburgo, onde se laureou sob a orientação de A. A. Kundt. Foi assistente de Kohlrausch na Universidade de Würzburg de 1884 a 1886. Logo depois, foi a Leipzig, de 1886 a 1888, para trabalhar com G. H. Wiedemann, tendo se casado com a filha dele. Foi professor de engenharia elétrica da Universidade de Dresden no ano de 1893, passando posteriormente para a Física em 1900. Apresentou em toda a sua carreira grande interesse pelas aplicações da Física na Engenharia.
Hallwachs foi um grande construtor de instrumentos científicos. Entre os numerosos aparelhos que ele inventou, estão o eletrômetro de quadrante e um duplo refratômetro de grande precisão. Foi assistente de Heinrich Hertz. Em 1888 formulou a hipótese de que uma placa condutora sobre a qual incide luz ultravioleta carrega-se positivamente em virtude dos elétrons serem arrancados. Isso acontecia com mais intensidade no selênio. O fenômeno foi verificado nesse mesmo ano por A. Righi. O fenômeno é chamado hoje de Efeito Hallwachs. A explicação teória desse efeito, que constitui a base das células fotoelétricas, foi realizada em 1905 por Albert Einstein, utilizando a teoria quântica de Max Planck.